# HIST1H4G
HIST1H4G‏ (Histone cluster 1 H4 family member g) هوَ بروتين يُشَفر بواسطة جين HIST1H4G في الإنسان.
الهستونات هي بروتينات أساسية في النواة مسؤولة عن بنية النيوكليوسوم في الألياف الكروموسومية في حقيقيات النوى. تشكل جزيئتان من كل من الهستونات الأساسية الأربعة (H2A وH2B وH3 وH4) ثماني وحدات، يلتف حولها نحو 146 زوجًا قاعديًا من الحمض النووي في وحدات متكررة تسمى النيوكليوسومات. يتفاعل الهستون الرابط، H1، مع الحمض النووي الرابط بين النيوكليوسومات ويعمل في ضغط الكروماتين في هياكل من الدرجة الأعلى. هذا الجين خالٍ من الإنترونات ويشفر عضوًا من عائلة الهستون H4. تفتقر النسخ من هذا الجين إلى ذيول البولي أ ولكنها تحتوي بدلاً من ذلك على عنصر إنهاء متناظر. يوجد هذا الجين في مجموعة جينات الهستون الكبيرة على الكروموسوم 6.